# Цегельня (Сілезьке воєводство)
Цеґельня (пол. Cegielnia) — село в Польщі, у гміні Мстув Ченстоховського повіту Сілезького воєводства.
Населення — 633 особи (2011).
У 1975-1998 роках село належало до Ченстоховського воєводства.

## Демографія
Демографічна структура станом на 31 березня 2011 року:
|          | Загалом | Допрацездатний вік | Працездатний вік | Постпрацездатний вік |
| -------- | ------- | ------------------ | ---------------- | -------------------- |
| Чоловіки | 323     | 69                 | 226              | 28                   |
| Жінки    | 310     | 69                 | 185              | 56                   |
| Разом    | 633     | 138                | 411              | 84                   |